# Hippothoa meridionalis
Hippothoa meridionalis är en mossdjursart som beskrevs av Morris 1980. Hippothoa meridionalis ingår i släktet Hippothoa och familjen Hippothoidae. Inga underarter finns listade i Catalogue of Life.